# Pery Broad
Pery Broad (även Perry Broad), född 25 april 1921 i Rio de Janeiro, Brasilien, död 28 november 1993 i Düsseldorf, Tyskland, var en tysk SS-Unterscharführer av brasiliansk börd. 

## Biografi
Pery Broad föddes i Brasilien, men emigrerade i unga år till Tyskland med sin mor. Vid tio års ålder gick han med i Hitlerjugend.
I juni 1942 stationerades Broad vid den politiska avdelningen (Lager-Gestapo) i Auschwitz-Birkenau, där han först tjänstgjorde som vakt för att senare arbeta som tolk och stenograf. Broad var funktionär i Auschwitz fram till lägrets befrielse den 27 januari 1945. Under tiden som krigsfånge nedtecknade han sina minnen, som senare publicerades i boken KL Auschwitz in den Augen der SS (engelsk översättning "KL Auschwitz seen by the SS"). Boken innehåller även nedteckningar av lägrets kommendant, Rudolf Höss, och SS-läkaren Johann Paul Kremer. Broad bevittnade gasningar och beskriver i detalj hur offren in i det sista hölls lugna med bedrägliga lögner. Franz Hössler och Maximilian Grabner försäkrade offren om att de skulle få en varm dusch och därefter serveras soppa.
Broad släpptes ur allierad krigsfångenskap 1947 och arbetade vid ett sågverk, innan han ånyo arresterades 1959. Året därpå släpptes han ur undersökningshäktet, men 1963 ställdes han inför rätta vid Auschwitzrättegången i Frankfurt. Broad dömdes för medhjälp till mord på minst 2 000 personer till fyra års fängelse. Strafftiden ansågs vara avtjänad 1966.